# Schronisko w Rozłuczu
Schronisko UWFiPW w Rozłuczu – nieistniejące obecnie schronisko turystyczne położone na wysokości 624 m n.p.m. we wsi Rozłucz w Górach Sanocko-Turczańskich.
 Obiekt powstał w latach 1930-1931 z inicjatywy Okręgowego  Urzędu Wychowania Fizycznego i Przysposobienia Wojskowego w Przemyślu. Jego poświęcenie miało miejsce w dniach 10-11 stycznia 1931 i było połączone z zawodami narciarskimi. Obiekt oferował 180 miejsc noclegowych (1937).
W 1938 roku schronisko było bazą dla polskich dywersantów, wspierających węgierskie działania, mające na celu rewizję przebiegu granic na terenie Słowacji po układzie monachijskim (Akcja „Łom”).

## Szlaki turystyczne w 1936 r.
- do Turki przez Stary Wierch (875 m n.p.m.), źródła Dniestru, Rozłucz Wierch (933 m n.p.m.) i Wieniec (893 m n.p.m.),
- do Łomnej przez Stary Wierch, Terkałowski Wierch (892 m n.p.m.), Sejówkę (830 m n.p.m.) i Chomołowate (810 m n.p.m.),
- do Załokcia przez Czerepowicę (815 m n.p.m.), Isaje i Jałyń (786 m n.p.m.).